# Afrika-Meisterschaften im Bahnradsport 2019
Die 5. Afrika-Meisterschaften im Bahnradsport 2019 (2019 African Continental Track Cycling Championships) wurden vom 17. bis 19. Januar in Pietermaritzburg, Südafrika, auf dem Alexandra Park Velodrome ausgetragen.
An den Meisterschaften nahmen Fahrer aus sieben Nationen – Algerien, Ägypten, Marokko, Nigeria, Seychellen und Simbabwe – teil. Die kontinentalen Meisterschaften boten afrikanischen Sportlerinnen und Sportlern die Möglichkeit, auf dem Weg zu den Olympischen Spielen 2020 in Tokio anstelle bei dem zeitgleich stattfindenden fünften Lauf des Bahnrad-Weltcups in Neuseeland notwendige Punkte zu sammeln. In Tokio verfügt der afrikanische Verband über vier feste Startplätze in Omnium und Sprint, für die sich die Sportler qualifizieren können.
Erfolgreichste Mannschaft war die des Gastgebers aus Südafrika mit insgesamt 23 Medaillen, darunter zwölf goldene. Auf dem zweiten Platz folgte die ägyptische Mannschaft mit acht Medaillen, von denen allein sechs auf das Konto der erfolgreichsten Sportlerin dieser Meisterschaft, Ebtisam Zayed, entfielen. Zayed gewann unter anderem das bei afrikanischen Bahnmeisterschaften erstmals für Frauen ausgetragene Omnium. Charlene du Preez aus Südafrika errang drei Titel, ihre männlichen Teamkollegen Jean Spies und Joshua van Wyk ebenfalls. Die Nigerianerin Tombrapa Gladys Grikpa gewann drei Medaillen.

## Resultate

### Männer

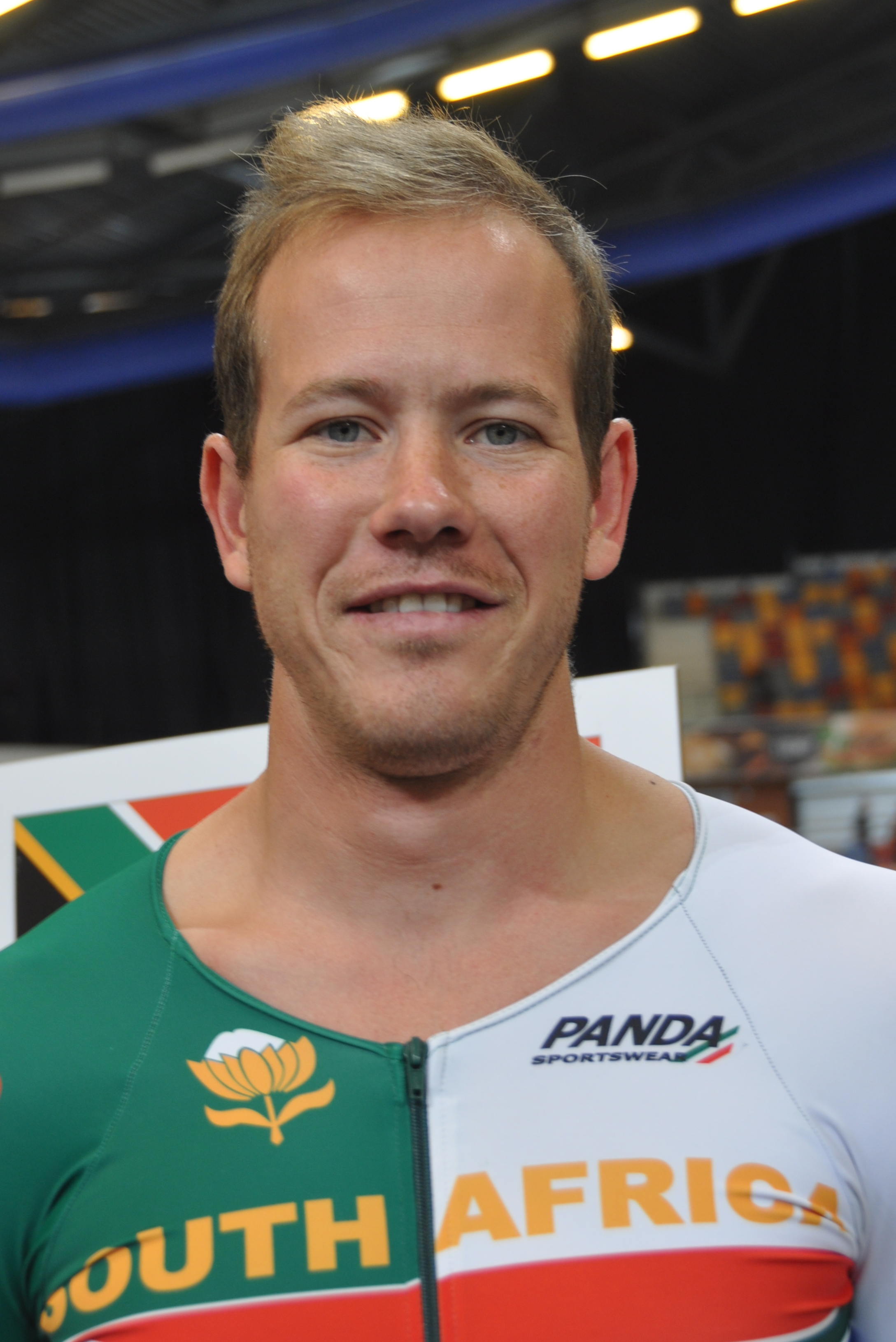
Jean Spies wurde dreifacher Afrikameister

| Disziplin                | Platz | Land      | Athlet                             |
| ------------------------ | ----- | --------- | ---------------------------------- |
| Sprint                   | 1     | Südafrika | Jean Spies                         |
|                          | 2     | Südafrika | Wade Theunissen                    |
|                          | 3     | Marokko   | Ahmed Galdoune                     |
| Keirin                   | 1     | Südafrika | Jean Spies                         |
|                          | 2     | Südafrika | Wade Theunissen                    |
|                          | 3     | Marokko   | Ahmed Galdoune                     |
| Zeitfahren (1 km)        | 1     | Südafrika | Jean Spies                         |
|                          | 2     | Ägypten   | Assem Elhosseiny Khalil            |
|                          | 3     | Südafrika | Wade Theunissen                    |
| Scratch                  | 1     | Südafrika | Carl Bonthuys                      |
|                          | 2     | Südafrika | Joshua van Wyk                     |
|                          | 3     | Algerien  | Yacine Chalel                      |
| Punktefahren             | 1     | Südafrika | Joshua van Wyk                     |
|                          | 2     | Marokko   | Othman Harakat                     |
|                          | 3     | Algerien  | Yacine Chalel                      |
| Omnium                   | 1     | Südafrika | Joshua van Wyk                     |
|                          | 2     | Südafrika | Steven van Heerden                 |
|                          | 3     | Algerien  | Yacine Chalel                      |
| Zweier-Mannschaftsfahren | 1     | Südafrika | Steven van Heerden/ Joshua van Wyk |
|                          | 2     | Marokko   | Ahmed Galdoune/ Othman Harakat     |
|                          | 3     | Ägypten   | Assem Elhosseiny/ Mohamed Eissa    |

### Frauen

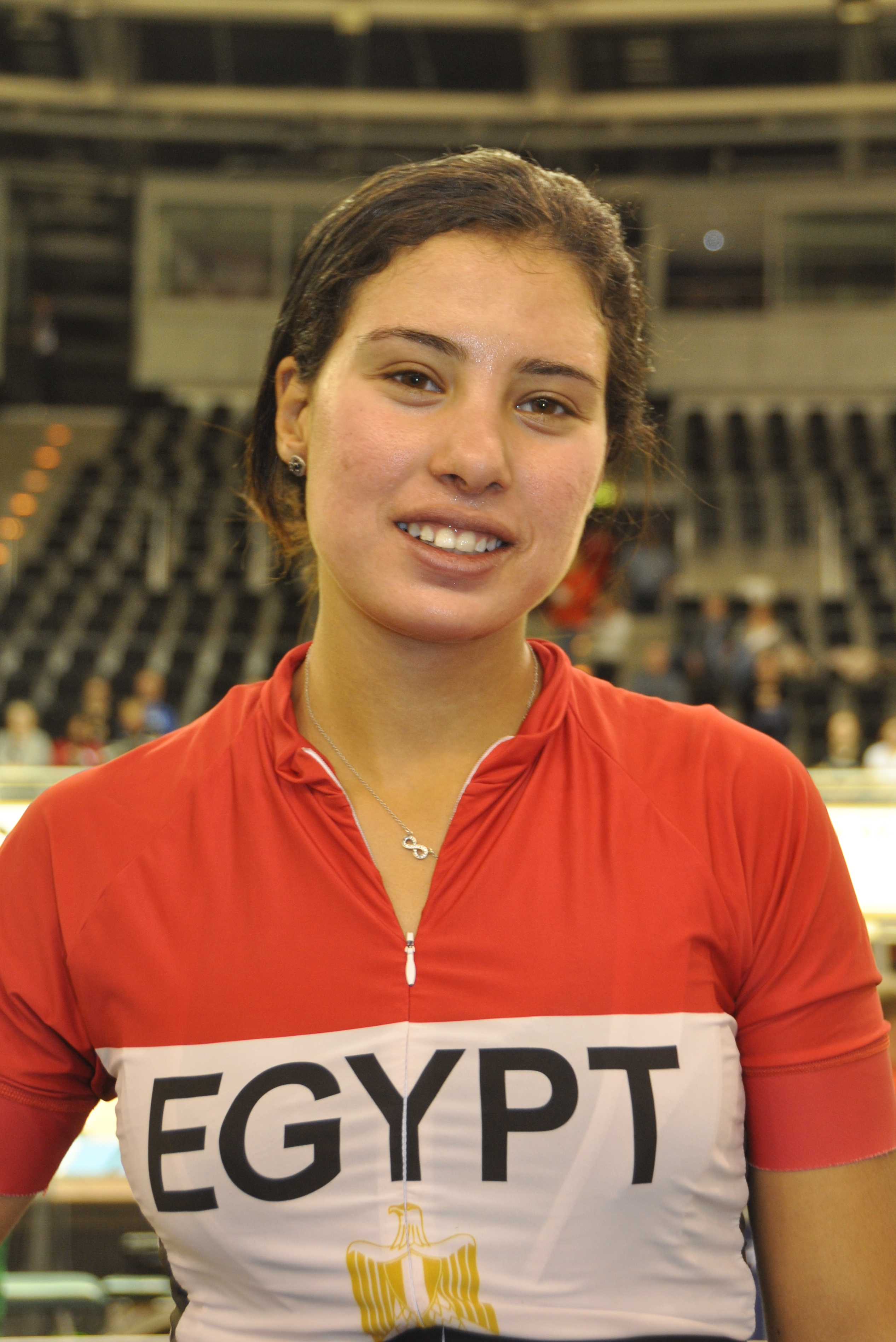
Die Ägypterin Ebtisam Zayed gewann sechs Medaillen, darunter zwei goldene

| Disziplin                | Platz | Land      | Athlet                                  |
| ------------------------ | ----- | --------- | --------------------------------------- |
| Sprint                   | 1     | Südafrika | Charlene du Preez                       |
|                          | 2     | Nigeria   | Tombrapa Gladys Grikpa                  |
|                          | 3     | Marokko   | Fatima Zahra El Hiyani                  |
| Keirin                   | 1     | Südafrika | Charlene du Preez                       |
|                          | 2     | Ägypten   | Ebtisam Zayed                           |
|                          | 3     | Nigeria   | Tombrapa Gladys Grikpa                  |
| Zeitfahren               | 1     | Südafrika | Charlene du Preez                       |
|                          | 2     | Ägypten   | Ebtisam Zayed                           |
|                          | 3     | Nigeria   | Tombrapa Gladys Grikpa                  |
| Scratch                  | 1     | Südafrika | Maroesjka Matthee                       |
|                          | 2     | Ägypten   | Ebtisam Zayed                           |
|                          | 3     | Südafrika | Ilze Bole                               |
| Punktefahren             | 1     | Ägypten   | Ebtisam Zayed                           |
|                          | 2     | Südafrika | Ilze Bole                               |
|                          | 3     | Südafrika | Elfriede Wolfaardt                      |
| Omnium                   | 1     | Ägypten   | Ebtisam Zayed                           |
|                          | 2     | Südafrika | Maroesjka Matthee                       |
|                          | 3     | Südafrika | Ilze Bole                               |
| Zweier-Mannschaftsfahren | 1     | Südafrika | Danielle van Niekerk/Elfriede Wolfaardt |
|                          | 2     | Südafrika | Maroesjka Matthee/Ilze Bole             |
|                          | 3     | Ägypten   | Ebtisam Zayed/Maryam Elnaggar           |

## Medaillenspiegel
| Rang  | Land      | Gold | Silber | Bronze | Gesamt |
| ----- | --------- | ---- | ------ | ------ | ------ |
| 1     | Südafrika | 12   | 7      | 4      | 23     |
| 2     | Ägypten   | 2    | 4      | 2      | 8      |
| 3     | Marokko   | 0    | 2      | 3      | 5      |
| 4     | Nigeria   | 0    | 1      | 2      | 3      |
| 5     | Algerien  | 0    | 0      | 3      | 3      |
| Total | Total     | 14   | 14     | 14     | 42     |